# Décès en 1035
Décès
- 1031
- 1032
- 1033
- 1034
- 1035
- 1036
- 1037
- 1038
- 1039

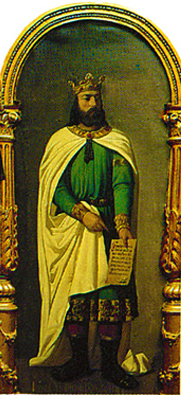
Sanche III le Grand mort en 1035.

Cette page dresse une liste de personnalités mortes au cours de l'année 1035 :
- 31 mars : Bérenger-Raimond Ier de Barcelone, surnommé le Courbé, comte de Barcelone de Gérone et d'Osona.
- 11 avril : Ibn Shuhayd (أبوعامر ابن شهيد), poète andalou (né en 992)[1].
- 30 mai : Baudouin IV de Flandre, dit Baudouin le Barbu ou Baudouin Belle-Barbe, comte de Flandre.
- 2 juillet : Dreux de Vexin, comte de Vexin et d'Amiens.
- 22 juillet : Robert Le Magnifique, à Nicée[2].
- 18 octobre : Sanche III le Grand, roi de Navarre.
- 4 novembre : Jaromir de Bohême, duc de Bohême.
- 12 novembre : Knud Ier le Grand (Canut), roi d'Angleterre et du Danemark, co-roi de Norvège, à Shaftesbury. Il est enterré à Winchester.

- Al-Qâsîm al-Ma'mûn, calife hammudite de Cordoue, émir de Malaga et d'Algésiras.
- Armengol d'Urgell, évêque d'Urgell, saint patron du diocèse d’Urgell et des vallées d’Andorre.
- Astrid Olofsdotter, reine consort.
- Byzantius (en), archevêque de Bari.
- Chhittaraja (en), souverain Shilahara (en) (Inde).
- Estrid des Obotrites, reine de Suède.
- Guo (en), impératrice consort chinoise.
- Harun (en) Khwârezm-Shah.
- Syméon de Trèves, moine reclus, saint de l’Église orthodoxe.
- Tróndur í Gøtu (en), viking des îles Féroé.
- Velasquita Ramírez (en), reine consort (Royaume de León)
- Yahyâ al-Mu`talî, calife hammudite de Cordoue, émir de Malaga et d'Algésiras.

## Crédit d'auteurs
- Cet article est partiellement ou en totalité issu de l'article intitulé « 1035 » (voir la liste des auteurs).